# Malpassé (métro de Marseille)
Malpassé est une station de la ligne 1 du métro de Marseille située dans le quartier homonyme. La station est inaugurée le 26 novembre 1977. Elle se trouve à 680 mètres de la station Frais Vallon et est visible depuis.

## Architecture
La station est aérienne et est recouverte d’un auvent unique avec poutres métalliques et de panneaux blancs sur des murs roses aux extrémités. Au centre, des cabines métalliques font office de bancs. Des hublots ornent l’accès à la station niveau quai. Ce dernier se trouve sur le terre-plein de l’avenue Jean-Paul Sartre en voie rapide et offre une vue imprenable sur le quartier.

## Autour
- Un grand parking abrité est disponible à la station, en face de l'école primaire publique Malpassé.
- On trouve à proximité de nombreux commerces.
- Le lycée Diderot est accessible via les lignes    à l’arrêt Laveran Diderot.
- L'hôpital d'instruction des armées Laveran est accessible via les lignes     aux arrêts Hôpital Laveran ou Valdonne Hôpital Laveran.

## Services
- Service assuré tous les jours de 5h à 1h.
- Distributeurs de titres : possibilité de régler par espèces ou carte bancaire.

## Correspondances RTM[1]
Terminus Métro Malpassé
- Ligne   en direction de La Batarelle
- Ligne   en direction du Métro Gèze
- Ligne   en direction de Résidence Fondacle